# Eragrostis thollonii
Eragrostis thollonii är en gräsart som beskrevs av Adrien René Franchet. Eragrostis thollonii ingår i släktet kärleksgrässläktet, och familjen gräs. Inga underarter finns listade i Catalogue of Life.